# Широкшин, Николай Васильевич
Николай Васильевич Широкшин (1808, Глазов — ?) — русский учёный-геолог, занимавшийся, в числе прочего, изучением Хибинского горного массива. Первым описал его геологически.

## Биография
Родился в 1808 году.
В 1827 году окончил Горный кадетский корпус. Инженер-майор (с 1837 года). Служил на литейных и горных заводах, золотых промыслах Сибири. В 1839 получил очередное назначение в Миассе, став там управляющим заводом и золотыми промыслами. Двоюродный брат П. И. Чайковского по матери.

## Память
В честь него назван открытый в 2003 году в Хибинах учёным И. В. Пековым с коллегами минерал широкшинит.

## Научный вклад
Работа учёного на Кольском полуострове была очень важна, хотя далеко не сразу по достоинству оценена современниками. Он посетил и обследовал Кандалакшский залив и Терский берег, проник в Хибины и дал первое обстоятельное геологическое описание полуострова. Обнаружение Широкшиным нефелин-пироксеновых руд стало также важным открытием.
Публиковался в Горном журнале.